# گونسالو آگرلوس
گونسالو آگرلوس (انگلیسی: Gonçalo Agrelos؛ زادهٔ ۱۸ فوریهٔ ۱۹۹۸) بازیکن فوتبال اهل پرتغال است که در پست مهاجم برای تیم سنت جورج سیتی در لیگ برتر ملی استرالیا در نیو ساوت ولز بازی می‌کند.

## دوران حرفه‌ای
او اولین بازی خود در تاسا دا لیگا را برای بلننسش در ۳ اوت ۲۰۱۹ در بازی مقابل سانتا کلارا انجام داد.